# Guiaro
Guiaro ist sowohl eine Gemeinde (französisch commune rurale) als auch ein dasselbe Gebiet umfassendes Departement im westafrikanischen Staat Burkina Faso, in der Region Centre-Sud und der Provinz Nahouri. Die Gemeinde hat in 21 Dörfern 19.733 Einwohner.